# Paecilaema bilineatum
Paecilaema bilineatum is een hooiwagen uit de familie Cosmetidae.